# Agriades alexis
Agriades alexis is een vlinder uit de familie van de Lycaenidae. De wetenschappelijke naam van de soort is voor het eerst geldig gepubliceerd in 1763 door Scopoli.